# Stolica (czasopismo)
Stolica – tygodnik ilustrowany założony w 1946 w Warszawie, zajmujący się tematyką warszawską, pierwszy na świecie tygodnik poświęcony jednemu miastu. W latach 1951–1952 pismo ukazywało się jako dwutygodnik. Obecnie wydawane jako miesięcznik.
Archiwalne numery „Stolicy” stanowią bogate źródło informacji o Warszawie drugiej połowy XX wieku, jej mieszkańcach, historii, zabytkach i kulturze.

## Historia
Protoplastą „Stolicy” był tygodnik „Skarpa Warszawska”, ukazujący się od października 1945 do października 1946, wydawany przez Biuro Odbudowy Stolicy (BOS) pod hasłem Odbudowa miasta i człowieka.
Pierwszy numer ukazał się 3 listopada 1946 z podtytułem „Warszawski Tygodnik Ilustrowany”. Pierwsza siedziba redakcji znajdowała się przy ul. Chocimskiej 31/33 (w tym samym budynku, co BOS), a tygodnik był drukowany w Drukarni Państwowej nr 1 przy ul. Tamka 3. Początkowo wydawcą była Naczelna Rada Odbudowy Warszawy, a od 1 stycznia 1955 tygodnik był wydawany przez RSW „Prasa” i „Prasa–Książka–Ruch”. Czasopismo ukazywało się do końca grudnia 1989 (nr 50-51/1989). Powodem likwidacji było wycofanie się z dotowania deficytowego pisma przez RSW „Prasa–Książka–Ruch”. Tygodnik przestał istnieć 1 grudnia 1990.
Z ul. Chocimskiej 31/33 siedziba redakcji została przeniesiona pod adres ul. Marszałkowska 8, do kamienicy Heleny Pal (wdowa po Adolfie Palu, właścicicielu Fabryki Przetworów Chemicznych „Dobrolin”). 
„Stolica” publikowała artykuły dotyczące historii i współczesnych wydarzeń miasta (m.in. stała rubryka Notatnik Warszawski), wspomnienia osób związanych z Warszawą, a także organizowała liczne akcje społeczne (m.in. wspierała odbudowę Zamku Królewskiego). W ramach akcji Otwarte szkatuły publikowała dokumenty i wspomnienia nadsyłane przez czytelników. Od 1971 przyznawała nagrodę Homo Varsoviensis za wybitne zasługi dla Warszawy.
W 1988 nakład „Stolicy” wynosił 35 tys. egzemplarzy.
Od kwietnia 2006 ukazuje się jako miesięcznik z podtytułem „Warszawski Magazyn Ilustrowany”, przy zachowaniu numeracji ze starej „Stolicy” i dotychczasowego numeru ISSN. Redakcja korzysta z archiwalnych numerów dawnego tygodnika „Stolica” oraz z materiałów Archiwum Państwowego m.st. Warszawy.

## Dziennikarze
Redaktorami naczelnymi „Stolicy” w okresie 1946–1989 byli:
- Stefan Stok (1946–1950),
- Dobrosław Kobielski (1951–1958),
- Leszek Wysznacki (1958–1989).

Wśród publikujących na łamach „Stolicy” byli m.in. Władysław Bartoszewski (wydarzenia wojenne, konspiracja), Stanisław Gebethner (sprawy miejskie), Leszek Moczulski (dział historyczny), Andrzej Szomański, Waldemar Łysiak, Eryk Lipiński, Olgierd Budrewicz, Dariusz Domański, Michał Gawałkiewicz, Stefan Wolski.
Redaktor naczelną jest Ewa Kielak-Ciemniewska. Z czasopismem współpracują m.in. Grzegorz Buczek, Jacek Fedorowicz, Przemysław Pasek i Janusz Sujecki. Dla reaktywowanego czasopisma pracował Jarosław Zieliński.